# 三重県道67号一志嬉野線
三重県道67号一志嬉野線（みえけんどう67ごう いちしうれしのせん）は、三重県津市から松阪市に至る主要地方道（三重県道）である。

## 概要
ほぼ伊勢自動車道に平行に南北方向に道路が通っている。

### 路線データ
- 起点：津市一志町庄村（庄村交差点）
- 終点：松阪市嬉野八田町（島田橋南交差点）
- 総延長：5,535m

## 歴史
- 1993年（平成5年）5月11日 - 建設省から、県道一志嬉野線が一志嬉野線として主要地方道に指定される[1]。

## 路線状況

### 重複区間
- 三重県道145号天花寺一志嬉野インター線（津市一志町小山 - 一志嬉野IC）
- 三重県道580号白山小津線（松阪市嬉野島田町 - 終点）

### 利用状況
平日12時間交通量
松阪市嬉野島田町 3,242台

## 地理

### 通過する自治体
- 津市
- 松阪市

### 交差する道路
- 三重県道15号久居美杉線（起点）
- 三重県道58号松阪一志線（津市一志町八太）
- 三重県道145号天花寺一志嬉野インター線（津市一志町小山）
- 伊勢自動車道 一志嬉野IC（津市一志町小山、県道145号終点）
- 三重県道580号白山小津線（松阪市嬉野島田町）
- 三重県道30号嬉野美杉線（三重県道580号白山小津線 重複）（終点）

### 沿線にある施設など
住宅地と工場が見られる。
- 波瀬川 - 龍天橋
- JR名松線 伊勢八太駅
- 小山団地
- 東海紙器株式会社 一志事業部一志工場
- 陸上自衛隊 久居射撃場
- 中村川 - 島田橋

## 参考資料
- 『県別マップル24 三重県道路地図』（昭文社、2009年3版1刷発行、ISBN 978-4-398-62474-1 、47,51ページ）